# Першиков, Василий Анатольевич
Васи́лий Анато́льевич Пе́ршиков (14 января 1961 — 11 сентября 1999) — советский и российский военный лётчик, командир звена 326-й отдельной вертолётной эскадрильи 4-й армии ВВС и ПВО, подполковник. Герой Российской Федерации (1999).

## Биография
Василий Першиков родился в Ростове-на-Дону. По национальности — русский. После окончания средней школы и Ростовского учебного центра ДОСААФ в 1979 году, заочно поступил в Сызранское высшее военное авиационное училище лётчиков. 
В 1983 году, после окончания военного училища, Першиков проходил службу в вертолётных частях различных военных округов. Его последним местом службы стала 326-я отдельная вертолётная эскадрилья 4-й армии ВВС и ПВО в городе Батайске Ростовской области, где он командовал звеном вертолётов Ми-8.
В августе—сентябре 1999 года Василий Анатольевич принимал участие в боевых действиях в Дагестане против вторгшихся из Чечни боевиков и наёмников. За месяц боёв он совершил свыше 100 боевых вылетов, в среднем совершая по три боевых вылета в сутки.
Участвуя в боевой операции по освобождению российскими войсками села Гамиях в Новолакском районе Дагестана, 11 сентября 1999 года, подполковник Першиков в составе экипажа вертолёта Ми-8, корректировал огонь артиллерии с воздуха. Внезапно вертолёт попал под сосредоточенный обстрел зенитных установок и загорелся. Подполковник Першиков успел засечь огневые точки боевиков, обстрелявших его вертолёт и передать по рации координаты этих позиций, после чего весь экипаж покинул горящую машину, выпрыгнув с парашютом. У бортинженера парашют не раскрылся, а Першикова и второго пилота вертолёта чеченцы расстреляли в воздухе, пока они висели на стропах. Тем не менее, Василий Анатольевич успел передать точные координаты окопавшейся бандгруппы, которая затем была практически полностью уничтожена артиллерийским ударом.
30 декабря 1999 года, Указом Президента Российской Федерации Василию Першикову посмертно было присвоено звание Героя Российской Федерации. Двое других членов экипажа уничтоженного вертолёта, капитаны Владимир Петрович Бурмистров и Александр Анатольевич Антипенко были посмертно награждены орденами Мужества.

## Награды
- Герой Российской Федерации (30 декабря 1999 года, медаль № 528, посмертно) — за самоотверженность, личное мужество и отвагу, проявленные в ходе контртеррористической операции  в Северо-Кавказском регионе

Могила Першикова на Северном кладбище Ростова-на-Дону.

- медали

## Память
В 2020 г. улица в г. Батайске названа именем Героя России Василия Першикова. 
- Бюст Героя установлен в 2006 году на Аллее Славы мемориального комплекса «Клятва поколений» в Батайске.
- В 2012 году, на здании средней общеобразовательной школы № 82 Ворошиловского района города Ростов-на-Дону, в которой учился Василий Першиков, ему установлена мемориальная доска[6].